# Dorota Tarnawska
Dorota Tarnawska – polska okulistka, profesor nauk medycznych i nauk o zdrowiu, związana z Uniwersytetem Śląskim w Katowicach.

## Życiorys
Studia medyczne ukończyła w 1992 roku na Śląskiej Akademii Medycznej. Stopień doktorski uzyskała na macierzystej uczelni w 1998 roku na podstawie pracy "Wartość prognostyczna aktywności dysmutazy ponadtlenkowej i peroksydazy glutationowej oraz stężenia produktów peroksydacji lipidów dla przebiegu i nasilenia ostrego odczynu popromiennego w radioterapii nowotworów regionu głowy i szyi". Habilitowała się w 2011 roku na Uniwersytecie Medycznym w Łodzi na podstawie dorobku naukowego i rozprawy pt. "Keratoplastyka warstwowa tylna w leczeniu obrzękowych postaci zaburzeń śródbłonka rogówki".
Pracuje jako profesor w Instytucie Inżynierii Biomedycznej Uniwersytetu Śląskiego, a także w zespole badawczym oddziału okulistycznego Okręgowego Szpitala Kolejowego w Katowicach (gdzie ordynatorem od 2000 roku jest Edward Wylęgała) oraz na Oddziale Klinicznym Okulistyki ŚUM. 
W 2020 roku otrzymała tytuł naukowy profesora nauk medycznych i nauk o zdrowiu. Jest członkiem Polskiego Towarzystwa Okulistycznego.

## Praca badawcza i publikacje
Współautorka opracowania Choroby rogówki (2014, wraz z Edwardem Wylęgałą oraz Dariuszem Dobrowolskim, ISBN 978-83-61257-98-1). Swoje prace publikowała w czasopismach krajowych i zagranicznych, m.in. w "Ophthalmology", "Japanese Journal of Ophthalmology" oraz "Experimental Eye Research".
Zainteresowania badawcze i kliniczne Doroty Tarnawskiej dotyczą m.in. optycznej tomografii koherentnaej (OCT), mikroskopii konfokalnej in vivo, chirurgii i transplantologii okulistycznej, chorób i badania struktury rogówki, jaskry oraz optometrii. 